# Guerra civile catalana
La guerra civile catalana o guerra catalana-aragonese (in catalano e spagnolo: Guerra Civil Catalana), inizialmente fu una guerra civile che interessò essenzialmente la Catalogna ed anche l'Aragona, ma quasi subito si internazionalizzò, con l'entrata di eserciti francesi, castigliani e angioini e con l'intervento diretto di re e principi, castigliani, portoghesi e angioini. La guerra con fasi alterne si protrasse per dieci anni (1462-1472) e si risolse con la riconquista finale da parte di Giovanni II di Aragona, della Corona d'Aragona e del Principato di Catalogna, che rientrò in possesso di tutti i territori della Corona, cedendo però alla Francia le contee del Rossiglione e di Cerdagna.

## Antefatto

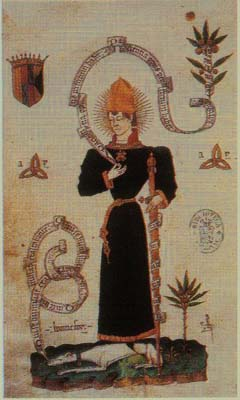
Principe Carlo di Viana.

Il germe della discordia nacque in Navarra, alla morte della regina nel 1441. L'erede al trono era Carlo di Viana, ma il marito della defunta regina e padre di Carlo, Giovanni, invocando una clausola del testamento, usurpò il trono assumendo il titolo di re di Navarra, Giovanni II.
Inizialmente Carlo di Viana non si oppose a tale usurpazione paterna, dato che il padre continuava ad interessarsi soprattutto della Castiglia dove era coinvolto in una lotta per il potere contro il connestabile Álvaro de Luna. Carlo continuò quindi a governare de facto la Navarra, come aveva già fatto negli ultimi anni di regno di sua madre.
I contrasti tra Carlo e Giovanni iniziarono quando il figlio, dopo aver preso contatto col conestabile Álvaro de Luna, accettò una pace della Navarra con la Castiglia, che il padre Giovanni invece avversava. Il contrasto portò alla formazione di due partiti, i beamonteses, seguaci della famiglia Beaumont, partigiani di Carlo e gli agramonteses, partigiani dell'antica casa nobiliare degli Agramont, per Giovanni.
La guerra civile che, nel 1451, scoppiò in Navarra, si risolse con la sconfitta nel 1452 e l'imprigionamento di Carlo, che dovette accettare le imposizioni del padre e andare in esilio a Napoli, presso suo zio e fratello di Giovanni, re della corona d'Aragona e di Napoli, Alfonso V.
Alla morte di Alfonso V, nel 1458, Giovanni divenne Giovanni II, re della corona d'Aragona, mentre Carlo, riappacificato col padre, rientrò in Navarra, dove nel 1459 intavolò trattative per unirsi in matrimonio con la sorellastra del re di Castiglia, Enrico l'Impotente, Isabella di Castiglia. Il padre e soprattutto la matrigna, Giovanna Enríquez, si opposero al matrimonio, perché nelle loro intenzioni Isabella avrebbe dovuto sposare il loro figlio Ferdinando (quindi fratellastro di Carlo), di soli sette anni. La controversia portò nuovamente tensione fra i due, tanto che il re Giovanni ordinò che Carlo venisse nuovamente arrestato, a Lleida il 2 dicembre 1460. Fu quindi imprigionato ad Aitona e poi a Morella.
Le cortes catalane si riunirono il 25 febbraio 1461 e decretarono che il re dovesse liberare il figlio, cosa che avvenne immediatamente e imposero al re il concordato di Villafranca, del 21 giugno 1461, in cui Carlo risultava essere il re legittimo di Navarra ed il luogotenente della Catalogna, in quanto erede primogenito di suo padre, nato dal primo matrimonio. Carlo finalmente aveva ottenuto ciò che gli spettava.
Carlo però morì circa tre mesi dopo, il 23 settembre di quello stesso anno. Le cause della sua morte non sono chiare, forse morì per tubercolosi o forse per avvelenamento. Ad ogni modo la morte di Carlo fu attribuita alla sua acerrima nemica, la matrigna regina Giovanna, come se da lei fosse partito l'ordine di avvelenare l'erede al trono della corona d'Aragona e re di Navarra.  Per tali motivazioni le cortes di Catalogna si riunirono e notificarono ai reali di non mettere piede in Catalogna senza il loro permesso.

## La guerra civile

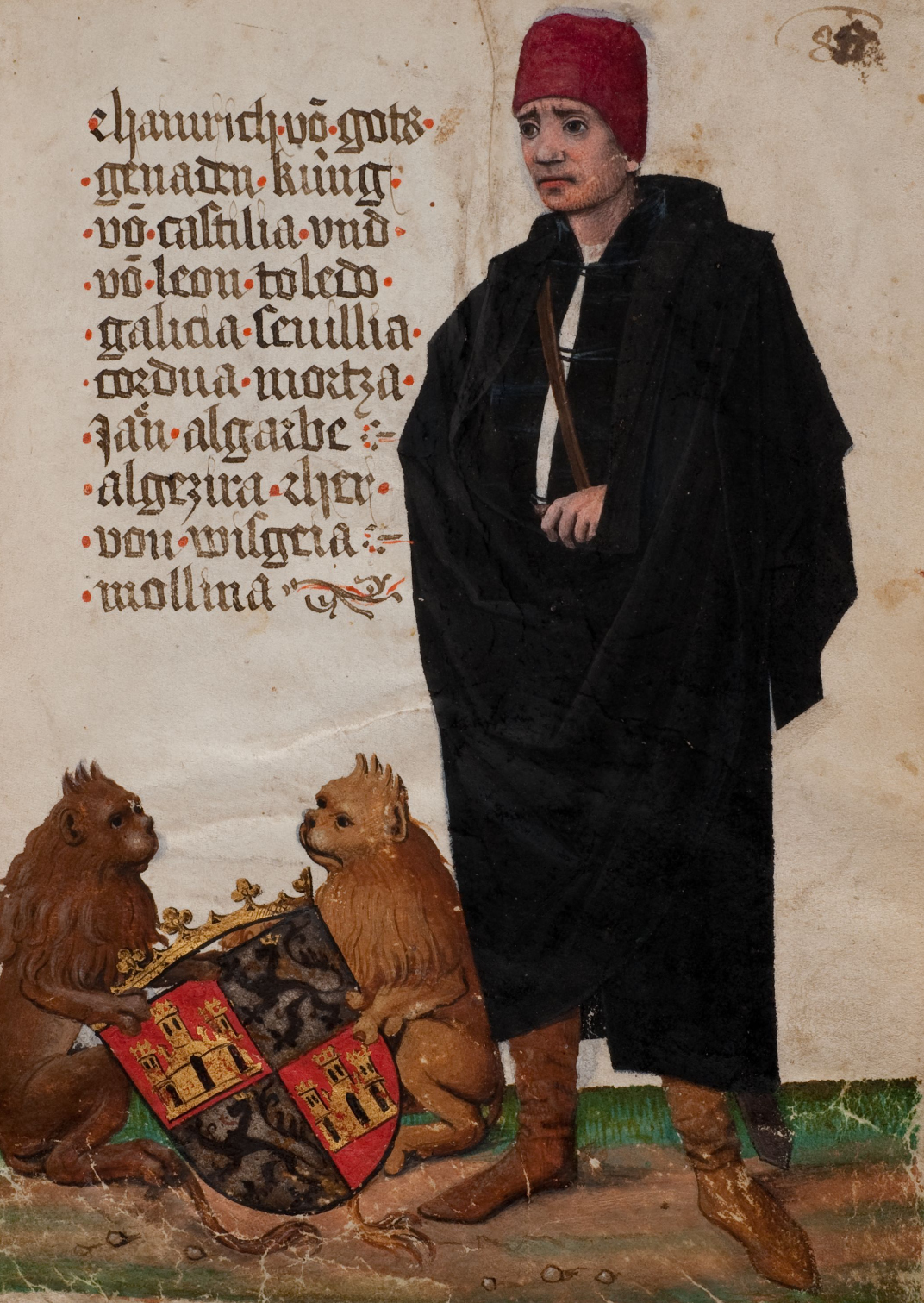
Enrico IV di Castiglia e di León

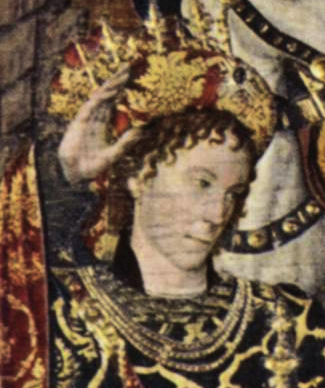
Ritratto di Pietro, Connestabile del Portogallo, che viene incoronato Pietro IV di Catalogna.

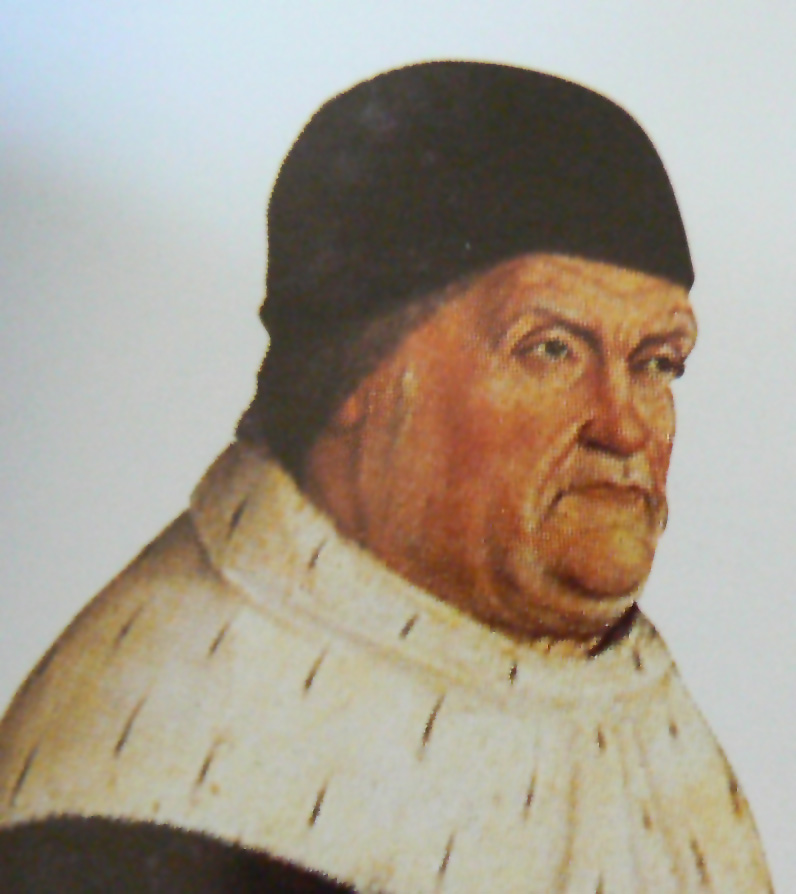
Ritratto di Renato d'Angiò.

All'inizio del 1462 i realisti catalani si raccolsero in armi e il re Giovanni si alleò col genero Gastone IV di Foix, alla moglie del quale, Eleonora di Navarra, aveva promesso in eredità la corona di Navarra, piuttosto che all'altra figlia Bianca, che de jure era già regina di Navarra. Giovanni chiese, col trattato di Bayonne del maggio 1462, al re di Francia Luigi XI, l'aiuto dell'esercito francese in cambio delle contee del Rossiglione e della Cerdagna, mentre le cortes catalane o Generalitat (Diputación General) organizzavano un esercito, che si dirigeva su Gerona per assediare la regina Giovanna che in quel momento vi si trovava. Giovanna, assediata nella città, la difese molto energicamente e coraggiosamente, tanto da permettere l'intervento del re Giovanni con l'esercito che obbligò i catalani a togliere l'assedio.
Mentre il re organizzava il suo esercito composto da aragonesi, catalani e francesi, per schiacciare la rivolta, la Generalitat emanò un decreto che dichiarava il re e la regina nemici della Catalogna. Col fine di sostituire Giovanni, la Generalitat cercava un sovrano tra gli eredi degli aspiranti al trono di Aragona, come avevano fatto nel 1410 con il Compromesso di Caspe che nel 1412 aveva portato sul trono di Aragona la casa di Trastámara.
Offrirono di conseguenza la contea di Barcellona a vari pretendenti:
- nel 1462, al re di Castiglia, Enrico IV, anche perché ex marito della sorella di Carlo, la regina de jure della Navarra, Bianca.  Enrico accettò ed entrò in territorio catalano con le sue truppe, obbligando Giovanni a desistere dall'assedio di Barcellona. Anche i beamonteses della Navarra si allearono ad Enrico, riportando una vittoria ad Estella.
Giovanni allora riunì le forze che ancora simpatizzavano per lui in Castiglia, minacciò Enrico e, alla fine del 1463, lo convinse a rinunciare alla contea di Barcellona in cambio della rinuncia a tutte le sue rendite e feudi che possedeva in Castiglia.
- nel 1463, al Connestabile del Portogallo, Pietro che oltre che essere nipote del re del Portogallo, Giovanni I, discendeva da Giacomo II conte di Urgell e quindi da Alfonso IV di Aragona. Pietro accettò e, nel 1464, oltre che conte di Barcellona fu incoronato re d'Aragona come Pietro V e strinse immediatamente un'alleanza con il duca di Borgogna, Filippo il Buono, nemico di Luigi XI, per compensare la mancanza di truppe portoghesi. La guerra si protrasse per circa tre anni con alterne vicende (le due operazioni militari più importanti furono la vittoria di Giovanni a Calaf, il 28 febbraio 1465 e la rottura dell'assedio di Barcellona da parte di Pietro con l'aiuto delle truppe portoghesi, nel luglio del 1465), evidenziando però la poca attitudine al comando militare di Pietro. Quando morì per malattia a Granollers, nel 1466, aveva perso una parte dei territori che aveva all'inizio dell'impresa.
- nel 1466, la corona d'Aragona fu offerta al conte di Provenza, Renato d'Angiò, che accettò ed inviò in Catalogna il proprio figlio, il duca di Calabria, Giovanni II di Lorena, nominandolo principe di Gerona e quindi erede al trono. Giovanni II di Lorena prese l'iniziativa ottenendo successi militari che costrinsero Giovanni II d'Aragona nel solo regno di Valencia. Quando sembrava che potesse avere la meglio, morì improvvisamente, avvelenato il 16 dicembre 1470. Allora le sorti del conflitto mutarono, anche perché, nel 1469, col matrimonio tra il figlio di Giovanni II d'Aragona, Ferdinando, e l'erede al trono di Castiglia, Isabella di Castiglia, Giovanni II era riuscito ad ottenere l'alleanza militare della Castiglia. Nel corso del 1471, Giovanni II d'Aragona riuscì a recuperare l'Aragona e buona parte della Catalogna e a mettere sotto assedio Barcellona fino all'8 ottobre 1472.

## La capitolazione di Pedralbes

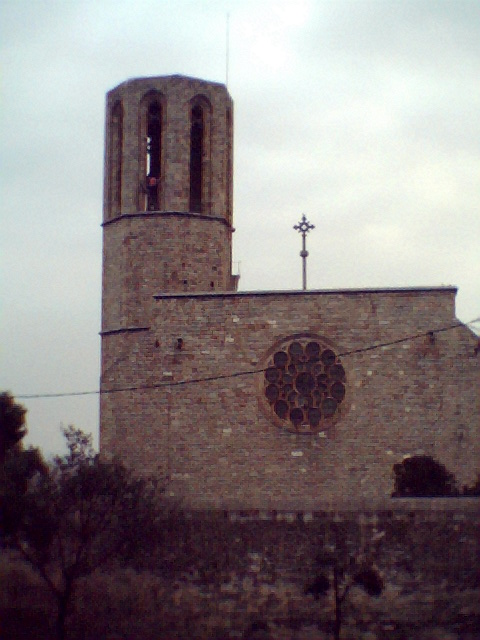
Facciata laterale del monastero di Pedralbes

La proposta di pace fu fatta dal re Giovanni II, che, con l'età, era divenuto quasi cieco ed inoltre soffriva ancora per la perdita della moglie, avvenuta circa tre anni prima. I catalani, avendo perso l'appoggio esterno, non potevano resistere a lungo ed accettarono la resa in cambio di un perdono generale.
La Capitolazione fu firmata il 24 ottobre 1472, a Sarrià (oggi è nel comune di Barcellona), nella località di Pedralbes (probabilmente nel monastero).
La guerra civile non ebbe né vincitori né vinti in quanto, in cambio del perdono generale e quindi del mantenimento dell'organo di autogoverno catalano, le Cortes concessero di annullare il concordato di Villafranca del 21 giugno 1461, in cui veniva riconosciuto erede al trono Carlo di Viana. Accettarono quindi il nuovo principe di Gerona, Ferdinando, futuro re di Aragona.
Il regno da quel momento poteva dirsi pacificato, anche se, col trattato di Bayonne del 1462, Giovanni II aveva dovuto cedere al re di Francia le contee del Rossiglione e della Cerdagna, che furono poi riconquistate da Ferdinando il Cattolico solo nel 1493.